# AV Alta FC
El AV Alta FC es un equipo de fútbol de los Estados Unidos que juega en la USL League One, la tercera división nacional.

## Historia
El 4 de octubre de 2023 la United Soccer League anunció que la ciudad de Lancaster, California tendría un equipo en la USL League One a partir de la temporada de 2025. John Smelzer, un empresario que trabajó para la United States Soccer Federation como parte del comité organizador del mundial de Estados Unidos 1994, fue anunciado como presidente y fundador del club.
El 16 de mayo de 2024 se anunció que Brian Kleiban sería el primer entrenador de la historia del club. Kleiban ha sido entrenador del FC Barcelona, Los Angeles FC y Chivas USA.
El nombre del club y el logo fueron revelados el 17 de mayo de 2024. El exfutbolista de la Major League Soccer y seleccionado nacional Miguel Ibarra fue anunciado como el primer fichaje del club el 9 de diciembre de 2024.
El primer partido de la historia del club fue una derrota ante el South Georgia Tormenta FC por 0-2 en condición de visitante. El club también hizo su debut en la U.S. Open Cup en el Lancaster Municipal Stadium donde ganó por 3–1 sobre el Ventura County Fusion, partido en el que Jerry Desdunes anotó el primer gol en la historia del club.